# Tuffi ai III Giochi europei - Trampolino 3 metri sincro misti
La competizione del trampolino 3 metri sincro misti ai Giochi europei di Kraków Małopolska 2023 si è svolta il 23 giugno 2023, presso l'Arena dei tuffi di Rzeszów, in Polonia. Per la prima volta, i campionati europei di tuffi sono stati integrati nei Giochi europei, la competizione ha quindi assegnato anche il titoli dell'8ª edizione dei campionati europei di tuffi.
La finale si è svolta alle ore 15:00.

## Risultati
| Class   | Nazione       | Tuffattori                          | T1    | T2    | T3    | T4    | T5    | Totale |
| ------- | ------------- | ----------------------------------- | ----- | ----- | ----- | ----- | ----- | ------ |
| Oro     | Italia        | Matteo Santoro Chiara Pellacani     | 46.80 | 42.60 | 67.50 | 67.89 | 66.60 | 291.39 |
| Argento | Gran Bretagna | James Heatly Grace Reid             | 48.00 | 45.00 | 64.80 | 58.59 | 67.50 | 283.89 |
| Bronzo  | Svezia        | Elias Petersen Emilia Nilsson Garip | 46.80 | 46.80 | 57.60 | 65.70 | 65.70 | 282.60 |
| 4       | Germania      | Alexander Lube Jana Rother          | 45.60 | 41.40 | 61.20 | 65.70 | 65.10 | 279.00 |
| 5       | Spagna        | Carlos Camacho Rocío Velázquez      | 45.00 | 41.40 | 59.52 | 59.40 | 61.20 | 266.52 |
| 6       | Irlanda       | Jake Passmore Clare Cryan           | 46.20 | 44.40 | 59.40 | 58.80 | 51.15 | 259.95 |
| 7       | Polonia       | Andrzej Rzeszutek Kaja Skrzek       | 40.80 | 43.80 | 57.66 | 54.00 | 61.20 | 257.46 |
| 8       | Norvegia      | Isak Borslien Caroline Kupka        | 42.60 | 44.40 | 56.28 | 53.10 | 51.24 | 247.62 |
| 9       | Ucraina       | Kyrylo Azarov Hanna Pys'mens'ka     | 45.00 | 44.40 | 66.60 | 64.80 | 26.10 | 246.90 |
| 10      | Romania       | Alexandru Avasiloae Amelie Foerster | 43.80 | 42.00 | 55.08 | 50.40 | 48.24 | 239.52 |
| 11      | Svizzera      | Thibaud Bucher Madeline Coquoz      | 41.40 | 40.80 | 54.00 | 54.90 | 40.92 | 232.02 |